# NK Glavice 1991
Nogometni klub Glavice 1991 (NK Glavice 1991; NK "Glavice-1991", Glavice 1991) je nogometni klub iz Glavica, grad Sinj, Splitsko-dalmatinska županija, Republika Hrvatka. U sezoni 2020./21. klub se natječe u 2. ŽNL Splitsko-dalmatinskoj, ligi petog stupnja hrvatskog nogometnog prvenstva.  

## O klubu
U jesen 2018. godine je došlo do gašenja kluba NK "Glavice", osnovanog 1946. godine.

 
 
Stoga je u prosincu 2018. godine osnovan NK "Glavice 1991", koja je ubrzo počela s formiranjem momčadi i uređenjem postojećeg igrališta.

 

Klub je s ligaškim natjecanjima počeo u sezoni 2019./20., a seniorska momčad je postala član "2. ŽNL Splitsko-dalmatinske". 

## Pregled plasmana po sezonama
| sezona       | rang lige    | liga                        | dio          | poz.         | klubova u ligi | ut           | pob          | ner          | por          | gol+         | gol-         | bod          | napomene                               | izvori       |
| Glavice 1991 | Glavice 1991 | Glavice 1991                | Glavice 1991 | Glavice 1991 | Glavice 1991   | Glavice 1991 | Glavice 1991 | Glavice 1991 | Glavice 1991 | Glavice 1991 | Glavice 1991 | Glavice 1991 | Glavice 1991                           | Glavice 1991 |
| ------------ | ------------ | --------------------------- | ------------ | ------------ | -------------- | ------------ | ------------ | ------------ | ------------ | ------------ | ------------ | ------------ | -------------------------------------- | ------------ |
| 2019./20.    | V.           | 2. ŽNL Splitsko-dalmatinska |              | 5.           | 11             | 10           | 6            | 0            | 4            | 27           | 12           | 18           | liga prekinuta zbog pandemije COVID-19 |              |
| 2020./21.    | V.           | 2. ŽNL Splitsko-dalmatinska |              | 4.           | 11             | 20           | 11           | 1            | 8            | 58           | 40           | 34           |                                        |              |
| 2021./22.    |              |                             |              |              |                |              |              |              |              |              |              |              |                                        |              |
|              |              |                             |              |              |                |              |              |              |              |              |              |              |                                        |              |
|              |              |                             |              |              |                |              |              |              |              |              |              |              |                                        |              |

## Vanjske poveznice
- NK Glavice 1991, facebook stranica